# 篠原枝令菜
篠原 枝令菜（しのはら えれな、英: Elena Shinohara、2000年4月6日 - ）は、日本出身のアメリカ合衆国の新体操選手、TikToker。2019年から2021年、アメリカ新体操ナショナルチームのメンバー。

## 人物
埼玉県出身。0歳5ヶ月で家族と共にアメリカ合衆国へ渡った。母である篠原奈美枝は新体操の元日本代表で、篠原のコーチを務める。2018年、Collins Hill High Schoolを卒業。2021年現在はジョージア工科大学の学生で、生化学を専攻する。新体操の引退後は皮膚科学者になることを考えている。父の篠原稔は、ジョージア工科大学でヒト神経筋研究室を運営している。篠原はトレーニングと通学を両立させるため、ジョージア州スワニーに居住している。

## 新体操競技
篠原はジョージア州唯一のエリートレベルの新体操選手である。2015年にアメリカジュニアナショナルチームに指名された。
篠原は2018年ルクセンブルクカップで国際大会にデビューした。ボールで4位、リボンで5位、フープで7位の成績を収めた。2019年にはワルシャワで開催されたIrina Cupに出場し、クラブ種目で8位となった。2019年のアムステルダムマスターズ大会では、総合で銀メダル、フープ種目で金メダルを獲得した。
2019年ナショナルチャンピオンシップでは、総合10位、クラブとリボンで7位、ボールで8位を収め、アメリカシニアナショナルチームに指名された。また、新体操トップ12選手らによる投票によって、アメリカ体操連盟から2019年のスポーツパーソンオブザイヤー賞を獲得した。2020年、レークプラシッドで開催されたリズミックチャレンジにおいて、総合5位、クラブで銅メダルとなった。
2021年9月には、ワイルドエンターテインメントグループで同月に結成されたスポーツ部門において、最初のプロアスリートとして契約を締結した。

## ソーシャルメディア
トレーニングや柔軟運動の動画をTikTokで投稿し、2021年6月時点で480万フォロワーを抱える。2021年5月、TikTokはAsian Pacific American Heritage Monthを記念し、篠原をAPI TikTok Trailblazerに任命した。